# Dangerous (album av Bill Hicks)
Dangerous är det första live-CD-albumet av Bill Hicks 1990,.

## Låtlista
1. "Modern Bummer"  – 6:33
2. "Smoking"  – 5:30
3. "The War On Drugs"  – 9:20
4. "I Love My Job"  – 1:36
5. "Please Do Not Disturb"  – 7:02
6. "Flying Saucer Tour"  – 3:24
7. "We Live In a World..."  – 10:53
8. "Burning Issues"  – 4:07
9. "My Parents"  – 5:28
10. "The Vision"  – 0:58